# Bhatoo
Bhatoo är ett spanskt nu metal-band startat år 2000 i Pamplona. Deras första och enda skiva, utgiven år 2003, heter Gente de la calle. 
Deras musik innehåller även starka rock-influenser och har dessutom jämförts med Linkin Parks första plattor.

## Medlemmar

### Nuvarande medlemmar
- Diego – sång
- Pabloko – basgitarr
- Jorgito – gitarr
- Txibo – gitarr
- Brómez – trummor
- "El Roturas" – DJ

### Tidigare medlemmar
- Martín Romero – sång
- Iosu – sång
- Luis – basgitarr